# Новый Сусадыбаш
Новый Сусадыбаш (баш. Яңы Сусаҙыбаш, луговомар. Почиҥга́) — деревня в Янаульском районе Башкортостана, относится к Первомайскому сельсовету.

## География
Деревня находится у истока ручья, впадающего в реку Шады. Расстояние до:
- районного центра (Янаул): 23 км,
- центра сельсовета (Сусады-Эбалак): 11 км,
- ближайшей ж/д станции (Янаул): 23 км

## История
Деревня основана в результате отделения от деревни Сусадыбаш (ныне Старый Сусадыбаш) 5 июня 1858 года.
Марийское название переводится как выселок, починок.
В 1896 году в деревне Новокыргинской волости IV стана Бирского уезда Уфимской губернии имелось 44 двора и 302 жителя (150 мужчин и 152 женщины), а также конная обдирка.
В 1906 году — 346 жителей, 2 бакалейные лавки.
В 1917 году — 335 марийцев и 60 удмуртов из 395 человек.
В 1920 году по официальным данным в деревне 63 двора и 317 жителей (152 мужчины, 165 женщин), по данным подворного подсчета — 295 марийцев и 48 удмуртов в 67 хозяйствах. Тогда деревня относилась к Черауловской волости Бирского уезда.
В 1926 году деревня относилась к Янауловской волости Бирского кантона Башкирской АССР.
В 1939 году — 335, в 1959 году — 248 жителей.
Во время Великой Отечественной войны действовал колхоз «1 Май».
В 1982 году население — около 180 человек.
В 1989 году — 106 человек (49 мужчин, 57 женщин).
В 2002 году — 124 человека (62 мужчины, 62 женщины), марийцы (86 %).
В 2010 году — 87 человек (49 мужчин, 38 женщин).

## Население
| 1917 | 1920 | 2002 | 2009 | 2010 |
| ---- | ---- | ---- | ---- | ---- |
| 395  | ↘317 | ↘124 | ↘91  | ↘87  |

## Известные уроженцы
- Исиметов Михаил Исиметович (1930—1994) —  марийский советский журналист, редактор, краевед. Исследователь истории Марийского края 1-й половины XX века. Директор Марийского книжного издательства (1971—1980). Заслуженный работник культуры Марийской АССР (1990). Член КПСС.